# المكتبة الوطنية لجزر القمر
المكتبة الوطنية لجزر القمر: توجد في موروني العاصمة القمورية، وتتبع المركز الوطني للتوثيق والبحث العلمي الذي تتبعه مؤسسات أخرى من أهمها الأرشيف الوطني والمتحف الوطني...
المكتبة الوطنية لجزر القمر هي مكتبة متواضعة من حيث رصيدها، وتتكون من خمسة أقسام  هي:
- القسم العام: يضم حوالي 5000 وثيقة تتناول العلوم الإنسانية والاجتماعية والصحيحة والتطبيقية.
- القسم الوطني: يضم أكثر من ألف وثيقة من مختلف الأصناف، بلغات مختلفة، تهم جزر القمر أو كتبت من قبل قموريين.
- قسم اللغة العربية: يضم بضعة المئات من الكتب.
- قسم الدوريات: به أكثر من 150 عنوانا لمجلات مختلفة.
- قسم المراجع: من معاجم وموسوعات وأطالس.

## إشارات مرجعية
1. 1 2   http://www.banq.qc.ca/documents/a_propos_banq/nos_publications/nos_publications_a_z/Bibliotheques_nationales_Francophonie.pdf. {{استشهاد ويب}}: |url= بحاجة لعنوان (مساعدة) والوسيط |title= غير موجود أو فارغ (من ويكي بيانات) (مساعدة)
2. ↑   http://www.cndrs-comores.org/index.php/documentation/bibliotheque. {{استشهاد ويب}}: |url= بحاجة لعنوان (مساعدة) والوسيط |title= غير موجود أو فارغ (من ويكي بيانات) (مساعدة)
3. ↑  المركز الوطني للتوثيق والبحث العلمي نسخة محفوظة 06 يونيو 2016 على موقع واي باك مشين. [وصلة مكسورة]
4. ↑  المكتبة الوطنية القمرية نسخة محفوظة 04 مارس 2016 على موقع واي باك مشين. [وصلة مكسورة]